# Isis minorbrachyblasta
Isis minorbrachyblasta is een zachte koraalsoort uit de familie Isididae. De koraalsoort komt uit het geslacht Isis. Isis minorbrachyblasta werd in 1991 voor het eerst wetenschappelijk beschreven door Zou, Huang & Wang. 